# 김복한
김복한(金福漢, 1860년 7월 24일 ~ 1924년 3월 29일)은 조선의 문신·유학자, 구한말의 의병장으로 자는 원오(元五), 호는 지산(志山), 본관은 (신)안동(安東)이다. 병자호란 때 강화성에서 순절한 문충공 선원 김상용의 12대손이며 이조참판 수북 김광현의 후손으로 수북공파의 종손이다. 충청남도 홍성군 출생. 단발령에 반대하여 의병을 일으켰고, 이완용 등의 처단을 요구하며 의병을 일으켰다가 진압되어 투옥당하였다. 한일합방 이후 일제강점기에는 독립운동가로 활동했다. 1919년 3월 유림(儒林) 대표로 곽종석(郭鍾錫) 등과 함께 파리강화회의에 조선의 독립을 요구하는 독립청원서를 발송하였다.

## 생애
충청남도 홍주군 조휘곡의 안동김씨 봉진과 연안이씨 모친 사이에서 태어나 한학을 익혔다. 선생은 문충공 김상용의 12대 종손으로 당색은 노론이었다. 선생의 어린 시절은 불우했다. 여섯 살 때 부친이 죽고 한 해를 넘기지 못한 때 모친마저 세상을 떠났다. 이듬해에는 선생을 돌보던 조부마저 타계한 뒤 종조부 김민근이 거둬 학문을 가르치며 키웠다. 음직으로 벼슬을 시작하였다. 그는 참봉(參奉)을 지내고 순종이 왕세자 시절 서연관으로 일하였으며, 1892년 별시 과거에 급제하고 홍문관교리(弘文館校理)가 되었다. 이후 홍문관, 사간원, 성균관, 승정원에서 근무했다. 그 후 당상관으로 승진하여 대사성·승지 등을 역임했다.
1894년 갑오경장에 반발하여 관직에서 사임한 뒤 낙향했는데, 이듬해 을미사변이 일어나고 단발령이 떨어지자 비분강개한 유생들을 모아 홍성에서 의병을 일으켰다. 이때 이종사촌 형인 이설(李偰)과 안병찬(安炳瓚) 등이 함께 참가했다. 그러나 처음에는 같이 거사하기로 했던 홍주목사 이승우가 마음을 바꿔, 김복한 등이 체포되면서 의병 항쟁은 실패했다. 그도 체포되어 서대문형무소에 수감되어 복역하였다.
1896년 석방되었다. 이후 대사성(大司成) 등에 임명되었으나 사퇴하였다. 이후 고종의 특지로 석방된 뒤, 성균관장·중추원의관에 임명되었으나 나가지 않고 고향에서 후진을 키우는 데 힘썼다.
1905년 을사조약 체결 후 이설 등과 이완용(李完用) 등 매국노 처단을 상소하였고, 또다시 이설, 안병찬, 민종식과 함께 의병을 일으켰으나 재차 실패하고 체포되었다. 그는 이때 일본군에게 고문을 당하여 불구가 되었다. 1905년 다시 투옥되었다가, 뒤에 석방되었다.
1906년 참판 민종식(閔宗植)과 함께 충청도 홍주(洪州)에서 다시 의병을 일으켰다가, 관군에 의해 체포되어 서울로 압송, 경무청에 수감되었다. 재판 중 모진 고문을 받았으나 굴하지 않고 을사5적의 처단 요구를 반복하였다. 1910년 국권피탈 후에는 두문불출하였다.
1919년 3월 3·1 운동 때에는 영호남 유림을 규합하여, 유림(儒林) 대표로 곽종석(郭鍾錫) 등과 함께 파리강화회의에 조선의 독립을 요구하는 독립청원서를 발송하였다가 투옥되었다. 서대문형무소에 수감되었으며 90여 일 만에 중병으로 석방되었다. 1921년부터는 사립학원인 인지사(仁智社)를 설립하여, 후진양성에 힘썼다.
1963년 건국훈장 독립장이 추서되었다. 충청남도 홍성에 위치한 사당 추양사(秋陽祠)에 영정이 봉안되어 있다.

## 가족관계
- 아버지 : 김봉진(金鳳鎭)
- 어머니 : 연안 이씨
- 아들 : 김명동

## 같이 보기
- 홍성 임득의 장군 묘

## 참고자료
- 대한민국 국가보훈처, 이 달의 독립 운동가 상세자료 - 김복한[깨진 링크(과거 내용 찾기)], 2005년
- 안서순 (2005년 4월 12일). “홍성군, 지산 김복한 의병장 관련 사진전 열어”. 오마이뉴스. 2008년 4월 6일에 확인함.